# Micrutalini
Micrutalini (лат.) — триба равнокрылых насекомых из семейства горбаток (Membracidae).
Неотропика и Неарктика.
Пронотум простой, без боковых и спинных выступов и шипов; задний выступ лишь слегка может покрывать передние крылья. Жилка R 2+3 в передних крыльях представлена только как маргинальная жилка; в задних крыльях жилка R 2+3 редуцирована или отсутствует; развита поперечная жилка r-m
.

## Систематика
2 рода. Представители трибы Micrutalini имеют 4 апикальных ячейки в надкрыльях и 3 в крыльях, что отличает их от близкой трибы Smiliinae и от близкой по форме пронотума трибы Acutalini
- Micrutalis Fowler, 1895
- Trachytalis Fowler, 1895